# Languilla
Languilla ist ein Ort und eine nordspanische Gemeinde (municipio) mit 84 Einwohnern (Stand: 2024) in der Provinz Segovia in der Autonomen Gemeinschaft Kastilien-León. Neben dem namensgebenden Hauptort Languilla gehört die Ortschaft Mazagatos zur Gemeinde. 

## Lage und Klima
Die Gemeinde Languilla liegt etwa 85 km (Fahrtstrecke) nordöstlich von Segovia in einer mittleren Höhe von ca. 950 m. Das Klima ist im Winter rau, im Sommer dagegen gemäßigt bis warm; Regen (ca. 570 mm/Jahr) fällt übers Jahr verteilt.

## Bevölkerungsentwicklung
| Jahr      | 1970 | 1981 | 1991 | 2001 | 2011 | 2021 |
| Einwohner | 350  | 210  | 160  | 124  | 92   | 70   |

## Sehenswürdigkeiten
- Michaeliskirche in Languilla
- Johannes-der-Täufer-Kirche in Mazagatos

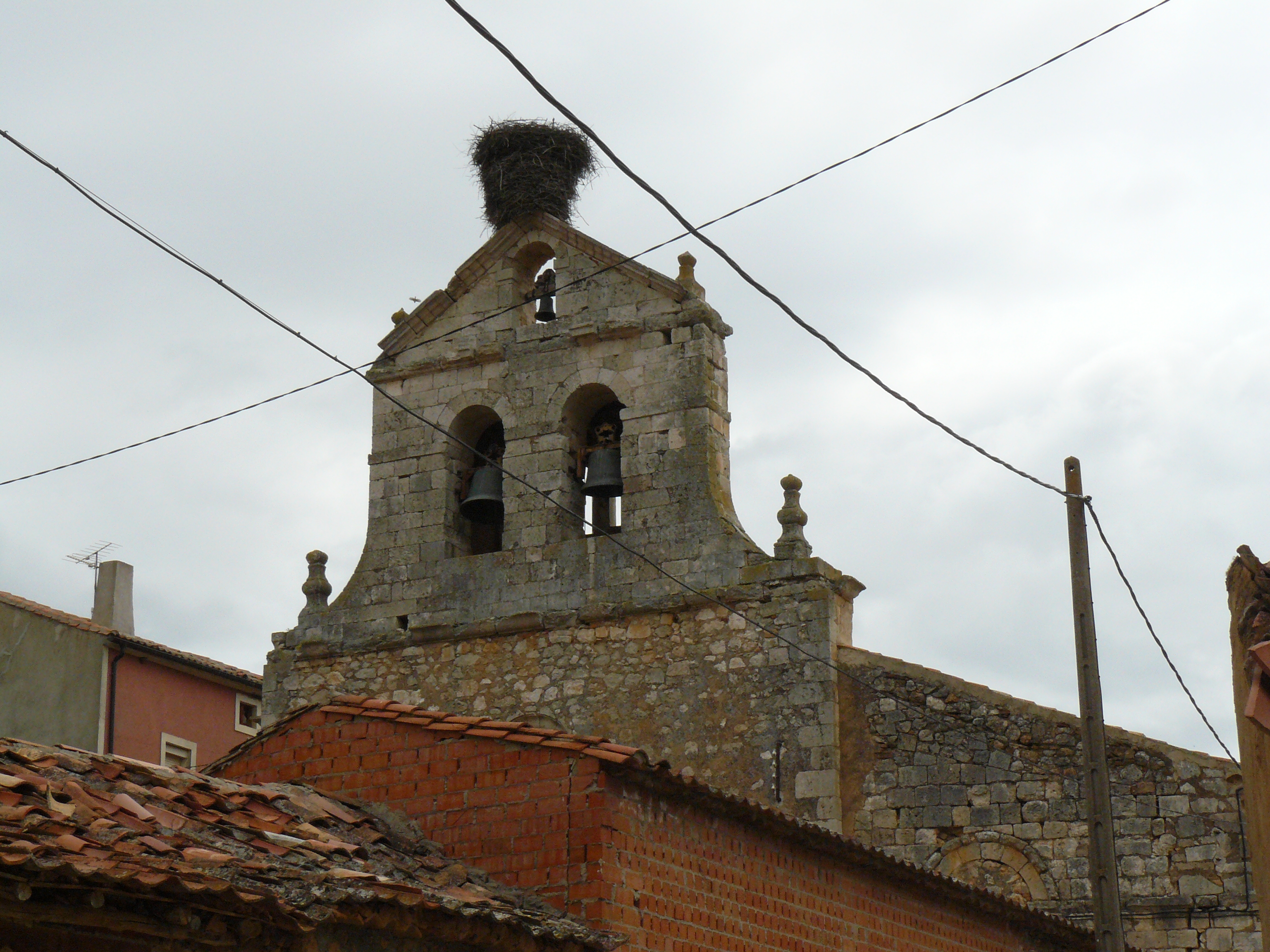
Michaeliskirche
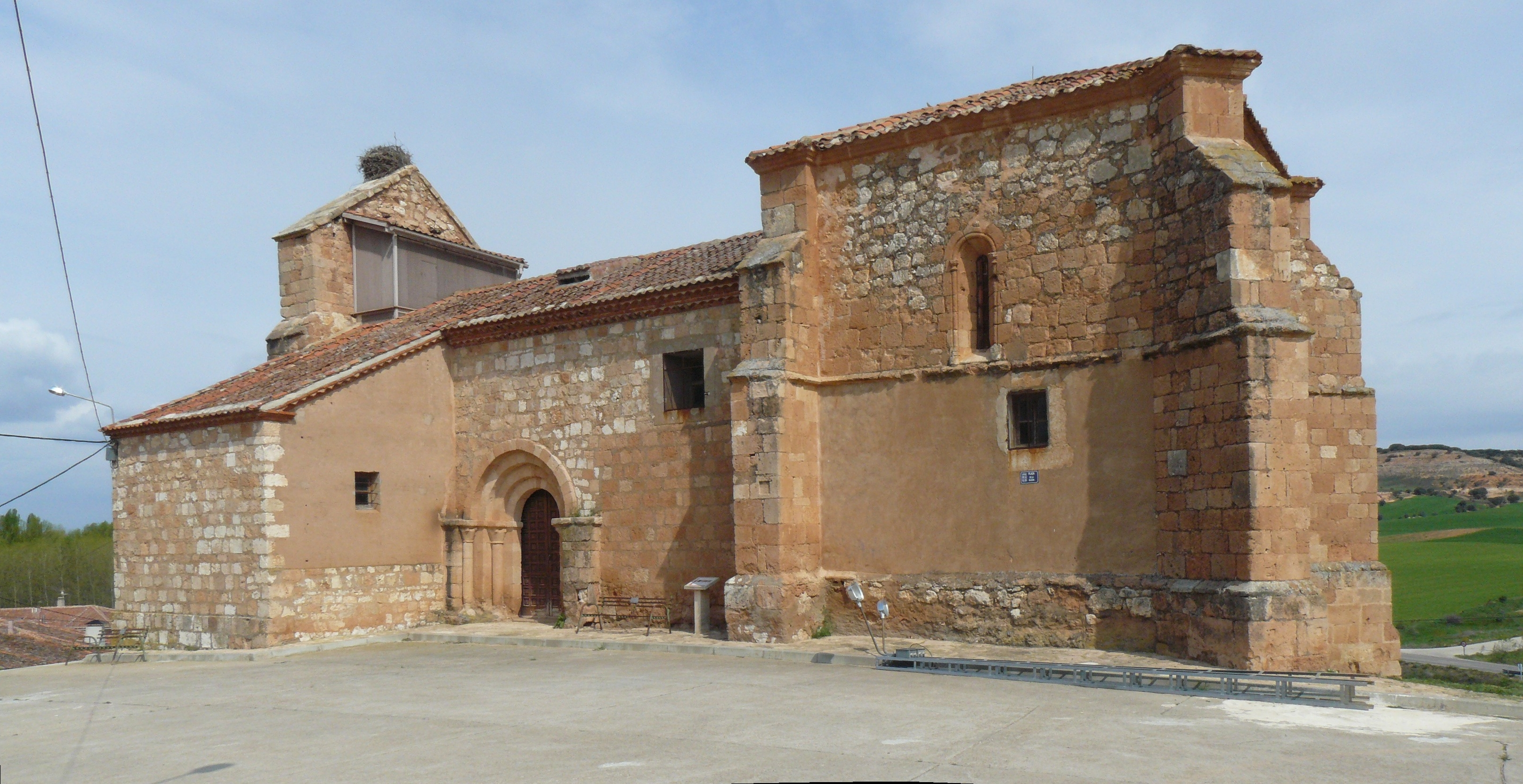
Johannes-der-Täufer-Kirche